# Francisco Macedo (Fußballspieler)
Francisco Macedo ist ein ehemaliger mexikanischer Fußballspieler.

## Laufbahn
Macedo spielte für die beiden großen Rivalen des mexikanischen Fußballs, Club América und Deportivo Guadalajara.
In der Saison 1970/71 gewann er mit América den Meistertitel der Primera División, wenngleich er auf dem Weg zu diesem Erfolg ohne Einsätze blieb. Nach der Saison 1971/72 wechselte er zum Club Deportivo Guadalajara, für den er in den beiden folgenden Spielzeiten 1972/73 und 1973/74 insgesamt 17 Einsätze bestritt.

## Erfolge
- Mexikanischer Meister: 1970/71